# سلسلة جبال نيمبا
سلسلة جبال نيمبا هي سلسلة جبلية تُشكّل جزءًا من الامتداد الجنوبي لمرتفعات غينيا المحاذية لجبل تورا. تقع أعلى قمة في سلسلة جبال نيمبا على حدود ليبيريا وساحل العاج وغينيا، بارتفاع 1752 مترًا (5748 قدمًا)، عند تقاطع جبلي نيمبا وتورا. تُستخدم تسمية «جبل نيمبا» لتُشير إما إلى جبل ريتشارد-مولارد أو إلى سلسلة جبال نيمبا بأكملها. وتشمل القمم الأخرى لسلسلة جبال نيما قمة جبل غراند روشيه التي يبلغ ارتفاعها 1694 مترًا (5558 قدمًا)، وقمة جبل سيمبيري التي يبلغ ارتفاعها 1682 مترًا (5518 قدمًا)، وقمة جبل بيير ريشود التي يبلغ ارتفاعها 1670 مترًا (5480 قدمًا)، وقمة جبل تو التي يبلغ ارتفاعها 1675 مترًا (5495 قدمًا)، وقمة جبل لوكلير التي يبلغ ارتفاعها 1577 مترًا (5174 قدمًا)، وجميعها تقع في غينيا. وتغطي محمية جبل نيمبا الطبيعية في غينيا وساحل العاج أجزاء كبيرة من سلسلة جبال نيمبا.

## التكوين
تتألف سلسلة جبال نيمبا من سلسلة جبال ضيقة تمتد على طول حوالي 40 كم، باتجاه الشمال الشرقي والجنوب الغربي، وتتكون في معظمها من صخور ما قبل الكمبري مثل الجرانيت والكوارتزيت اللذين يحتويان على رواسب من خام الحديد. يشكل تعدين خام الحديد عالي الجودة تهديدًا كبيرًا للتضاريس الفريدة والحياة البرية الموجودة في بيئة سلسلة جبال نيمبا حيث يوجد حوالي خمسين نبعًا من بينها منابع أنهار كافالي وسيستوس وساساندرا.

## المناخ
تهطل معظم الأمطار على سلسلة جبال نيمبا بين شهري مايو وأكتوبر، وتختلف معدلات هطول الأمطار على سلسلة جبال نيمبا اختلافًا كبيرًا باختلاف الارتفاع والموسم. فيهطل حوالي 3000 ملم من الأمطار على المناطق ذات الارتفاعات العليا، بينما يهطل ما بين 700 و1200 ملم على المناطق ذات الارتفاعات الدنيا. وتتلقى بعض أجزاء الجبل كميات أقل من الأمطار، بسبب تأثير ظل المطر الناتج عن سلسلة الجبال العالية.

## البيئة

### الحياة البرية
تتميز سلسلة جبال نيمبا بوفرةٍ استثنائية من النباتات والحيوانات، إذ تُعتبر موطنًا لأكثر من 2000 نوع من النباتات الوعائية، و317 نوعًا من الفقاريات، من بينها 107 نوعًا من الثدييات، بالإضافة إلى أكثر من 2500 نوع من اللافقاريات. ومن أبرز الفقاريات المتوطنة في منطقة سلسلة جبال نيمبا ضفدع نيمبا الولود، وخفاش لاموت ذو الأوراق المستديرة، وميوتيس نيمبانسيس، وزبابة نيمبا ثعلب الماء. ومن الحيوانات النادرة والمهددة بالانقراض الموجودة في المنطقة أيضًا أسد غرب أفريقيا، وفرس النهر القزم، وظبي الحمار الوحشي، والشمبانزي الغربي الذي يستخدم الحجارة كأدوات. وقد صنّفت منظمة حياة الطيور الدولية سلسلة جبال نيمبا كمنطقة مهمة للطيور نظرًا لوجود أعداد كبيرة من أنواع الطيور فيها.

### المناطق البيية

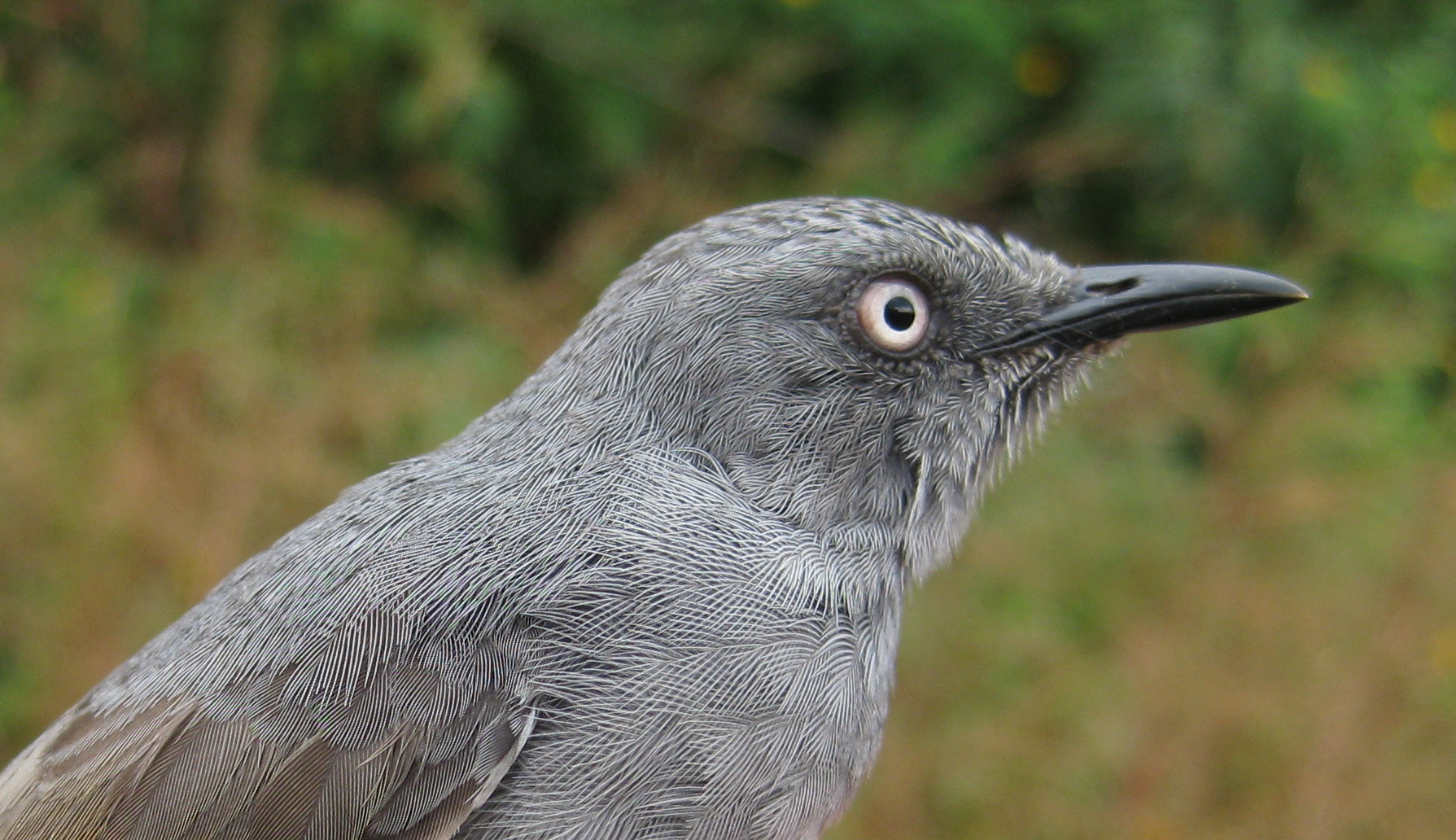
طائر برينيا سيراليون في سلسلة جبال نيمبا بليبيريا

تشمل المناطق البيئية الأرضية الموجودة في سلسلة جبال نيمبا غابات الأراضي المنخفضة في غرب غينيا، وغابات الجبال الغينية، وغابات السافانا الغينية، وسافانا غرب السودان. كما تغطي سلسلة جبال نيمبا جزء من منطقة بيئية مميزة للمياه العذبة، تضم نسبة عالية من الأنواع المائية المتوطنة.

#### المناطق البيئية الأرضية
تختلف المجتمعات النباتية الموجودة في سلسلة جبال نيمبا باختلاف الارتفاع والاتجاه الرئيسي، فعلى سبيل المثال، تغطي المنطقة البيئية للغابات الجبلية الغينية الجزء الذي يزيد ارتفاعه عن 600 متر من السلسلة الجبلية. وتشمل المجتمعات النباتية الرئيسية في المنطقة البيئية المراعي الجبلية والسافانا، والغابات الضبابية، والغابات الجبلية السفلى. تغطي المراعي المرتفعة والسافانا الجبلية أعلى القمم، ويهيمن عليها عشب لوديتيا كاجيرينسيس. وتُعد المراعي موطنًا لنوع متوطن واحد من أنواع السرخسيات، وهو أسبلينيوم شنيلي، ولنوعين متوطنين من كاسيات البذور هما أوزبيكيا بورتيريزي وبلايريا نيمبانا. وعلى المنحدرات الجبلية تنمو شجيرات مثل بروتيا أوكسيدنتاليس. ويعيش ضفدع نيمبا المتوطن الولود في المراعي الجبلية في هذه المنطقة، أما ضفدع غينيا الصارخ فهو نوعٌ مهددٌ بالانقراض يوجد في جبل نيمبا وغيره من قمم مرتفعات غينيا. ويوجد في المراعي المرتفعة وفي غابات الأهوار خلال موسم الجفاف. هُناك أيضًا ضفدع المراعي الغيني هو نوعٌ آخر من الضفادع يوجد منه فقط في جبل نيمبا وجبال لوما في سيراليون. وعلى سفوح أعلى القمم، تتخلل غابات الأهوار مراعي جبلية، على ارتفاع يتراوح بين 1200 و1400 متر. وعلى ارتفاع يزيد عن 900 متر، يحيط الضباب والغيوم شبه اليومي بغابات ضبابية، تهيمن عليها أشجار البرقوق الغيني، وأشجار من فصيلة الآس، مثل أشجار الرياع الغيني، إلى جانب أنواع من عيون التمر و الغايرتنيرا. يدعم المناخ الرطب أيضًا نمو العديد من النباتات الهوائية كالسحلبية المتوطنة، وتقع الغابات الجبلية السفلى لأنواع اللوفيرا بروسيرا، والتاريتيا أوتيليس، والمابانيا، والميليشيا الملكية والتوت الأفريقي واللوز ساحل العاجي على ارتفاع يتراوح بين 600 و900 متر. أما الغابات الجبلية التي تقع على ارتفاع أقل من 600 متر، فتنتمي إلى المنطقة البيئية لغابات الأراضي المنخفضة في غرب غينيا. ويحيط بسلسلة جبال نيمبا غابات وسافانا غينية موزائيكية، وسافانا غرب السودان.

### المياه العذبة
تنحدر الجداول سريعة الجريان من المنحدرات شديدة الانحدار في سلسلة جبال نيمبا، وغالبًا ما تشهد مياه هذه الجداول فيضانات غزيرة خلال موسم الأمطار، وتهيمن نباتات المياه الجارية على الغطاء النباتي المائي في جداول منحدرات سلسلة جبال نيمبا. وتشمل الحيوانات المائية المتوطنة في جداول منحدرات سلسلة جبال نيمبا الضفادع، والأسماك، وسرطان نهر نيمبا، وزبابة ثعلب الماء نيمبا المهددة بالانقراض. كما يسكن ثعلب الماء الأفريقي عديم المخالب بعض الجداول الجبلية. وتتميز سلسلة جبال نيمبا بثراء الأنواع بين اللافقاريات المائية من بينها 81 نوعًا من اليعاسيب.
يُصنف الصندوق العالمي للطبيعة سلسلة جبال نيمبا كمنطقة بيئية مميزة للمياه العذبة نظرًا لثرائها المعتدل بالأنواع ونسبة الأنواع المائية المتوطنة العالية، وخاصة بين الأسماك والبرمائيات. وقد ساهم الارتفاع الشاهق لسلسلة جبال نيمبا، ومنحدراتها وشلالاتها التي تعزل مناطق الموائل، واستقرار البيئة المائية، في تعزيز نشوء الأنواع. تفصل المرتفعات الغينية، والتي تُعدّ سلسلة جبال نيمبا جزءًا منها، الأنهار والجداول الساحلية في غينيا العليا عن حوض نهر النيجر العلوي حيث تُشكّل المرتفعات حاجزًا أمام حركة الأنواع المائية بين هذه المناطق العذبة. تتشابه أسماك سلسلة جبال نيمبا مع أسماك غينيا العليا.

## محمية جبل نيمبا الطبيعية
أنشأت الحكومة الاستعمارية في عام ١٩٤٣ محمية طبيعية في الجزء الواقع على ساحل العاج من سلسلة جبال نيمبا، ثُم وُسِّعت لتمتد إلى غينيا في العام التالي. وظلت المنطقة كمحمية طبيعية بعد استقلال غينيا وساحل العاج، وفي عام ١٩٨٠ حددت منظمة اليونسكو منطقة جبل نيمبا كمحمية للمحيط الحيوي، ثم حددتها كموقع للتراث العالمي بعد ذلك بوقت قصير.